# Anatomie humaine
Pour les articles homonymes, voir Anatomie (homonymie).
L'anatomie humaine est la science qui décrit et étudie la structure du corps de l'Homo sapiens, ses organes et leur position (anatomie topographique).
Le corps humain présente quatre membres — deux membres supérieurs (bras, avant-bras, mains), deux membres inférieurs (cuisses, jambes, pieds) — reliés au tronc, respectivement, par l'intermédiaire de la ceinture scapulaire et de la ceinture pelvienne. À la partie supérieure, le cou supporte la tête.
Le squelette humain constitue « l'ossature architecturale » du corps humain. Modelé par les tissus mous (muscles, viscères, tissus adipeux…), il en détermine la forme.

## Système de référence

### Position anatomique de référence
Par définition, il s'agit de la position à partir de laquelle l'anatomie du corps humain est étudiée ou décrite. Les critères sont :
- le sujet en position debout ;
- les membres inférieurs tendus, au contact et les pieds parallèles ;
- les membres supérieurs pendant le long du corps ;
- les avant-bras et les mains en supination (main ouverte, paume vers l'avant, le pouce vers l'extérieur, les doigts pointant vers le bas).
- la tête droite, regard à l'horizontale (plan de Francfort).

### Axes de référence
- Axe vertical ; des pieds à la tête
- Axe sagittal ; de devant en arrière
- Axe horizontal ; de gauche à droite ou inversement

### Les différentes coupes et vues

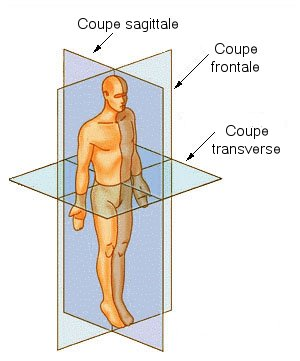
Coupes et axes de référence

Une coupe frontale est verticale et perpendiculaire à l'axe sagittal[réf. nécessaire].
La coupe sagittale ou antérograde-postérieure est verticale, dans le plan médian ; une coupe para-sagittale est parallèle à la coupe sagittale mais en plus latéral que ce soit à droite ou à gauche[réf. nécessaire].
Une coupe oblique divise le corps ou un organe selon un angle intermédiaire entre un plan transversal et un plan soit sagittal, soit frontal[réf. nécessaire].
Il y a deux types de coupes transverses : le type originel, où la coupe est vue de dessus, et le type scanner où la coupe est vue du dessous (actuellement le plus utilisé en anatomie)[réf. nécessaire].
Une vue dorsale est une vue qui vient du dos, et une vue ventrale est une vue qui aborde par la partie ventrale[réf. nécessaire].
Le plan d'occlusion est la surface horizontale de jonction entre les deux arcades dentaires refermées sur elles-mêmes[réf. nécessaire].

### Qualificatifs d'orientation

Qualificatifs d'orientation
(le sujet est en position anatomique)

- Crânial ou encéphalique : en direction de la tête ou tout simplement supérieur
- Caudal : vers les pieds (inférieur) (historiquement la nomenclature anatomique servait à décrire l'anatomie des animaux à quatre pattes, donc ce qualificatif désignait la direction de la queue — par opposition au museau ou au bec (rostral) — ; chez l'être humain, le coccyx constitue le vestige de cet appendice et est donc la référence pour le terme "caudal" ; on ne pourra donc pas appliquer cet adjectif aux éléments du membre pelvien (membre inférieur) ou du membre thoracique (membre supérieur) pour lesquels on utilisera "distal" et "proximal")
- Latéral : (anciennement appelé « externe ») qui s'éloigne de la ligne médiane du corps
- Médial : (anciennement appelé « interne ») qui se rapproche de la ligne médiane du corps
- Médian : situé sur la ligne médiane du corps (axe cérébro-spinal) ou d'un membre
- Antérieur ou ventral : qui regarde / est situé vers l'avant
- Postérieur ou dorsal : qui regarde / est situé vers l'arrière
- Palmaire : pour la face avant de la main
- Plantaire : pour la partie inférieure du pied
- Dorsal : pour la face arrière de la main et la face supérieure du pied
- Proximal : proche de la racine d'un membre
- Distal : proche de l'extrémité d'un membre
- Superficiel : proche de la surface ou à la surface du corps
- Profond : loin de la surface du corps

### Régions du corps
La surface du corps peut se subdiviser en plusieurs régions. Elles sont utilisées par les médecins lors de l'examen clinique ou l'interprétation radiographique[réf. nécessaire].
Régions antérieures
- Abdominale : régions de la paroi antérieure de l'abdomen
- Antérieur du carpe : poignet
- Antérieur du cou : face avant du cou
- Antérieur du genou : face avant du genou
- Axillaire : aisselle
- Brachiale antérieure : face avant du bras
- Buccale : joue
- Coxale : hanche
- Crurale antérieure : face avant de la jambe
- Cubitale antérieure : face avant du coude
- Deltoïdienne : saillie de l'épaule
- Digitale : doigts de la main
- Fémorale antérieure : face avant de la cuisse
- Fibulaire : côté extérieur de la jambe
- Inguinale : région où la cuisse rejoint le tronc ; aine
- Nasale : nez
- Ombilicale : ombilic
- Orale : bouche
- Orbitaire: œil
- Pectorale : régions de la poitrine
- Pelvienne : bassin
- Présternale : région du sternum
- Pubienne : région située au-dessus du pubis
- Talocrurale antérieure : cheville

Régions postérieures
- Calcanéenne : talon
- Crurale postérieure : mollet
- Cubitale postérieure : face arrière du coude
- De la tête : régions associées aux os de la tête
- Deltoïdienne : saillie de l'épaule formée par le gros muscle deltoïde
- Fémorale postérieure : face arrière de la cuisse
- Glutéale : fesse
- Lombaire (ou lombale) : région du dos entre les côtes et les hanches
- Occipitale : face postérieure de la tête
- Postérieure du genou : arrière du genou (comprenant la fosse poplitée)
- Sacrale : entre les hanches
- Scapulaire : région de la scapula (omoplate)
- Vertébrale : région de la colonne vertébrale (dorsale et lombaire)

La région plantaire correspond à la plante du pied[réf. nécessaire].

## Organes et structures du corps humain par région

### Région de la tête et du cou
- Crâne
- Face
- Orbite
- Yeux
- Bouche
- Langue
- Dents
- Glande salivaire
- Nez
- Oreilles
- Cuir chevelu
- Pharynx
- Méninges
- Cerveau
- Glande thyroïde
- Glande parathyroïde
- Nuque

### Colonne vertébrale et moelle épinière
- La colonne vertébrale (columna vertebralis)[3], ou rachis, est composée de 33 ou 34 vertèbres (vertebrae) : 24 vraies vertèbres plus celles du sacrum et du coccyx. 
  - 7 vertèbres cervicales (vertebrae cervicales) (dont Atlas et Axis) : elles forment le rachis cervical ;
  - 12 vertèbres thoraciques parfois appelées vertèbres dorsales (vertebrae thoracicae) : rachis thoracique ;
  - 5 vertèbres lombales (ou lombaires) (vertebrae lumbales) : rachis lombaire ;
  - 5 vertèbres sacrales (ou sacrées) (vertebrae sacrales) qui sont soudées : le sacrum ;
  - 4 ou 5 vertèbres coccygiennes soudées (vertebrae coccygea) : le coccyx.
- Moelle épinière

### Thorax
- Côtes ; 12 paires de côtes, les 7 premières paires sont reliées (grâce à leur cartilage) directement au sternum, les 8e, 9e et 10e paires sont reliées au cartilage de la 7e paire. Les 11e et 12e paires ne sont pas reliées au sternum et sont appelées côtes flottantes.
- Sternum, il est composé de trois parties : de haut en bas ; le manubrium, le corps sternal (composé de sternèbres soudées entre elles) et le processus (ou appendice) xiphoïde.
- Cage thoracique
- Médiastin, c'est l'espace au centre du thorax. Il est situé en avant de la colonne vertébrale et peut être divisé en plusieurs quadrants. On distingue le médiastin antérieur et inférieur (là où est situé le cœur), le médiastin antérieur et crânial (là où est situé le thymus (chez l'enfant) ou ses reliquats (chez l'adulte), le pôle inférieur de la thyroïde, l'aorte thoracique ascendante, la crosse de l'aorte et les troncs artériels brachio-céphaliques, la trachée et les bronches souches), le médiastin postérieur et crânial (là où sont situés l'œsophage, la veine cave supérieure, le nerf pneumogastrique (ou nerf vague) et la crosse de la grande veine azygos) et le médiastin postérieur et inférieur (là où sont situés la grande veine azygos, l'aorte thoracique descendante, la veine cave inférieure, l'œsophage, le nerf vague et les vaisseaux lymphatiques).
En médecine clinique, l'université de Kinshasa (département de chirurgie) a adopté la subdivision du médiastin en neuf régions en vue de mieux localiser les différentes pathologies[réf. souhaitée]. On décrit alors :
  - le médiastin supérieur : antérieur, moyen et postérieur ;
  - le médiastin moyen : antérieur, moyen et postérieur ;
  - le médiastin inférieur : antérieur, moyen et postérieur. Œsophage
- Poumons, ils sont au nombre de deux. Le poumon droit se subdivise en trois lobes (supérieur, moyen et inférieur). Le poumon gauche n'a que deux lobes (supérieur et inférieur) afin de laisser de la place au cœur. Ils sont, chacun, recouverts d'une enveloppe double : la plèvre qui sert de structure de "glissement" entre les poumons et la cage thoracique. Les poumons sont composés de tissu pulmonaire et de voies aériennes. Les voies aériennes sont composées de la trachée, des bronches souches droites et gauches qui se divisent ensuite en bronches, bronchioles et alvéoles. La circulation sanguine est double et distincte (comme le foie). D'une part, la circulation fonctionnelle (qui se confond avec la petite circulation de l'organisme) : les artères et les veines pulmonaires transportant respectivement le sang désaturé (pauvre en dioxygène et chargé en dioxyde de carbone, issu du ventricule droit), et le sang saturé (riche en dioxygène et pauvre en dioxyde de carbone destiné à l'oreillette gauche). D'autre part la circulation nutritive : les artères et les veines bronchiques (issues de la grande circulation de l'organisme).
- Cœur, il est constitué essentiellement de tissu musculaire : le myocarde. Sa contraction est commandée par une structure neuromusculaire : les nœuds et les voies de conduction. Il est recouvert par deux enveloppes : une double, externe, le péricarde (dont le feuillet cardiaque s'appelle l'épicarde), servant au "glissement" du cœur à l'intérieur du médiastin, et une simple, interne, l'endocarde qui recouvre l'intérieur des cavités cardiaques. Le sens de circulation est déterminé par trois valvules (elles-mêmes composées de valves), une double : la mitrale, et deux triples : l'aortique et la tricuspide. La vascularisation du myocarde, des nœuds et des voies de conduction est assurée par deux troncs artériels coronaires droit, gauche et leurs branches. Le cœur est composé de "deux cœurs", le droit et le gauche. À gauche et en haut, l'oreillette (ou atrium) gauche et le ventricule gauche ; à droite et en bas, l'oreillette (ou atrium) droite et le ventricule droit.
- Sein - glande mammaire.

### Abdomen
- Parois du corps
- Péritoine
- Mésentère
- Estomac
- Rate
- Pancréas
- Foie
- Vésicule biliaire
- Intestin grêle
- Duodénum
- Jéjunum
- Iléon
- Gros intestin
- Cæcum
- Appendice iléo-cæcal
- Côlon
- Reins
- Glandes surrénales

### Bassin
- Bassin osseux
- Sacrum
- Coccyx
- Pubis
- Vessie
- Ovaires
- Trompes de Fallope
- Utérus
- Vagin
- Vulve
- Périnée
- Testicules
- Pénis
- Scrotum
- Rectum

### Ceintures et membres
Ostéologie, de haut en bas :

#### Ceinture scapulaire
- Manubrium sternal
- Clavicule
- Omoplate (scapula)

#### Membre supérieur
- Bras : humérus
- Avant-bras : radius, ulna (cubitus)
- Carpe (poignet)
- Main : Métacarpe, phalange

## Galerie

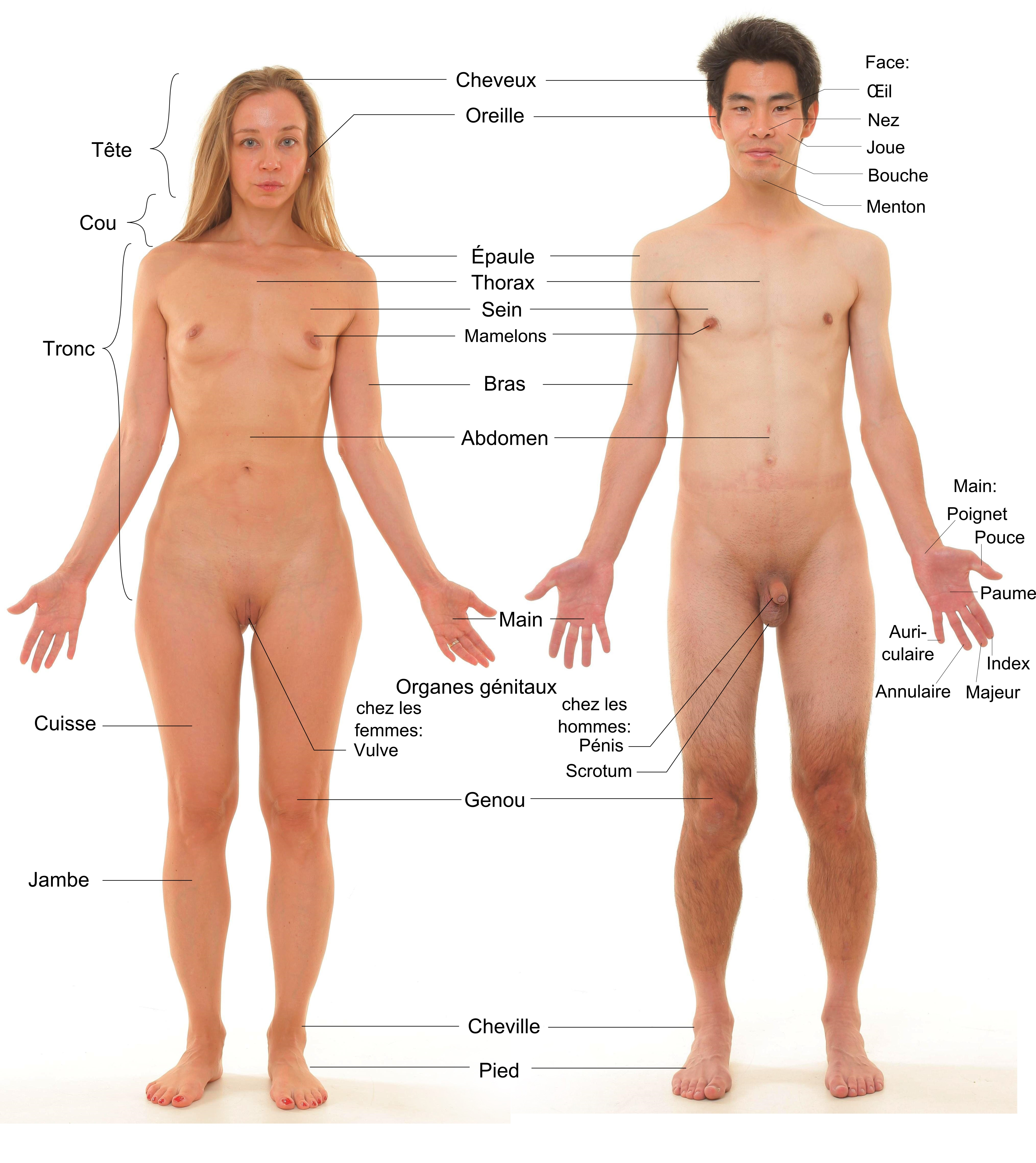
Les parties du corps humain chez la femme et l'homme adultes, en position anatomique de référence.

#### Ceinture pelvienne
- Os coxal : pubis, ischium, ilium
- Sacrum
- Coccyx

#### Membre inférieur
- Cuisse : fémur
- Jambe : tibia, fibula (péroné)
- Tarse
- Pied : métatarse, phalange

### Autres
- Peau
- Interstitium
- Muscle
- Nerf